# Women's National Basketball Association 2015
La Women's National Basketball Association 2015 è stata la diciannovesima edizione della lega professionistica statunitense.
Vi partecipavano dodici franchigie, divise in due conference. Al termine della stagione regolare (34 gare), le prime quattro di ogni raggruppamento si giocavano in semifinali e finali il titolo della conference; le due vincenti giocavano la finale WNBA.
Il titolo è stato conquistato per la terza volta dalle Minnesota Lynx. La Most Valuable Player è stata Elena Delle Donne delle Chicago Sky.

## Stagione regolare

### Eastern Conference
|  |    | Classifica finale 2015 | Pt | G  | V  | P  | PtF | PtS |
|  | -- | ---------------------- | -- | -- | -- | -- | --- | --- |
|  | 1. | New York Liberty       | -  | 34 | 23 | 11 | -   | -   |
|  | 2. | Chicago Sky            | -  | 34 | 21 | 13 | -   | -   |
|  | 3. | Indiana Fever          | -  | 34 | 20 | 14 | -   | -   |
|  | 4. | Washington Mystics     | -  | 34 | 18 | 16 | -   | -   |
|  | 5. | Connecticut Sun        | -  | 34 | 15 | 19 | -   | -   |
|  | 6. | Atlanta Dream          | -  | 34 | 15 | 19 | -   | -   |

### Western Conference
|  |    | Classifica finale 2015 | Pt | G  | V  | P  | PtF | PtS |
|  | -- | ---------------------- | -- | -- | -- | -- | --- | --- |
|  | 1. | Minnesota Lynx         | -  | 34 | 22 | 12 | -   | -   |
|  | 2. | Phoenix Mercury        | -  | 34 | 20 | 14 | -   | -   |
|  | 3. | Tulsa Shock            | -  | 34 | 18 | 16 | -   | -   |
|  | 4. | Los Angeles Sparks     | -  | 34 | 14 | 20 | -   | -   |
|  | 5. | Seattle Storm          | -  | 34 | 10 | 24 | -   | -   |
|  | 6. | San Antonio Stars      | -  | 34 | 8  | 26 | -   | -   |

## Play-off
|  | Semifinali Conference | Semifinali Conference | Semifinali Conference | Semifinali Conference | Semifinali Conference |    |    | Finali Conference | Finali Conference | Finali Conference | Finali Conference | Finali Conference |  |  | Finale WNBA | Finale WNBA   | Finale WNBA | Finale WNBA | Finale WNBA | Finale WNBA | Finale WNBA |
|  |                       |                       |                       |                       |                       |    |    |                   |                   |                   |                   |                   |  |  |             |               |             |             |             |             |             |
|  | 1EC                   | N.Y. Liberty          | 83                    | 86                    | 79                    |    |    |                   |                   |                   |                   |                   |  |  |             |               |             |             |             |             |             |
|  | 4EC                   | Wash. Mystics         | 86                    | 68                    | 74                    |    |    |                   |                   |                   |                   |                   |  |  |             |               |             |             |             |             |             |
|  | 4EC                   | Wash. Mystics         | 86                    | 68                    | 74                    |    |    | N.Y. Liberty      | 84                | 64                | 51                |                   |  |  |             |               |             |             |             |             |             |
|  |                       |                       |                       |                       |                       |    |    | N.Y. Liberty      | 84                | 64                | 51                |                   |  |  |             |               |             |             |             |             |             |
|  |                       |                       | Indiana Fever         | 67                    | 70                    | 66 |    |                   |                   |                   |                   |                   |  |  |             |               |             |             |             |             |             |
|  | 2EC                   | Chicago Sky           | Indiana Fever         | 67                    | 70                    | 66 | 77 | 82                | 89                |                   |                   |                   |  |  |             |               |             |             |             |             |             |
|  | 2EC                   | Chicago Sky           |                       |                       |                       |    | 77 | 82                | 89                |                   |                   |                   |  |  |             |               |             |             |             |             |             |
|  | 3EC                   | Indiana Fever         | 72                    | 89                    | 100                   |    |    |                   |                   |                   |                   |                   |  |  |             |               |             |             |             |             |             |
|  |                       |                       |                       |                       |                       |    |    |                   |                   |                   |                   |                   |  |  |             | Indiana Fever | 75          | 71          | 77          | 75          | 52          |
|  |                       |                       |                       | Minnesota Lynx        | 69                    | 77 | 80 | 69                | 69                |                   |                   |                   |  |  |             |               |             |             |             |             |             |
|  | 1WC                   | Minnesota Lynx        | 67                    | 71                    | 91                    |    |    |                   |                   |                   |                   |                   |  |  |             |               |             |             |             |             |             |
|  | 4WC                   | L.A. Sparks           | 65                    | 81                    | 80                    |    |    |                   |                   |                   |                   |                   |  |  |             |               |             |             |             |             |             |
|  | 4WC                   | L.A. Sparks           | 65                    | 81                    | 80                    |    |    | Minnesota Lynx    | 67                | 72                |                   |                   |  |  |             |               |             |             |             |             |             |
|  |                       |                       |                       |                       |                       |    |    | Minnesota Lynx    | 67                | 72                |                   |                   |  |  |             |               |             |             |             |             |             |
|  |                       |                       | Phoenix Mercury       | 60                    | 71                    |    |    |                   |                   |                   |                   |                   |  |  |             |               |             |             |             |             |             |
|  | 2WC                   | Phoenix Mercury       | Phoenix Mercury       | 60                    | 71                    | 88 | 91 |                   |                   |                   |                   |                   |  |  |             |               |             |             |             |             |             |
|  | 2WC                   | Phoenix Mercury       |                       |                       |                       | 88 | 91 |                   |                   |                   |                   |                   |  |  |             |               |             |             |             |             |             |
|  | 3WC                   | Tulsa Shock           | 55                    | 67                    |                       |    |    |                   |                   |                   |                   |                   |  |  |             |               |             |             |             |             |             |

## Vincitore
| Campione WNBA 2015         |
| -------------------------- |
| Minnesota Lynx (3º titolo) |

## Statistiche
| Categoria             | Giocatore            | Squadra         | Stat |
| --------------------- | -------------------- | --------------- | ---- |
| Punti per gara        | Elena Delle Donne    | Chicago Sky     | 23,4 |
| Rimbalzi per gara     | Courtney Paris       | Tulsa Shock     | 9,3  |
| Assist per gara       | Courtney Vandersloot | Chicago Sky     | 5,8  |
| Palle rubate per gara | Sancho Lyttle        | Atlanta Dream   | 2,2  |
| Stoppate per gara     | Brittney Griner      | Phoenix Mercury | 4,0  |
| FG%                   | Brittney Griner      | Phoenix Mercury | 56,5 |
| FT%                   | Elena Delle Donne    | Chicago Sky     | 95,0 |
| 3FG%                  | Briann January       | Indiana Fever   | 43,1 |

## Premi WNBA
- WNBA Most Valuable Player: Elena Delle Donne, Chicago Sky
- WNBA Defensive Player of the Year: Brittney Griner, Phoenix Mercury
- WNBA Coach of the Year: Bill Laimbeer, New York Liberty
- WNBA Rookie of the Year: Jewell Loyd, Seattle Storm
- WNBA Most Improved Player: Kelsey Bone, Connecticut Sun
- WNBA Sixth Woman of the Year: Allie Quigley, Chicago Sky
- WNBA Finals Most Valuable Player: Sylvia Fowles, Minnesota Lynx
- All-WNBA First Team:
  - DeWanna Bonner, Phoenix Mercury
  - Angel McCoughtry, Atlanta Dream
  - Elena Delle Donne, Chicago Sky
  - Maya Moore, Minnesota Lynx
  - Tina Charles, New York Liberty
- All-WNBA Second Team:
  - Epiphanny Prince, New York Liberty
  - Courtney Vandersloot, Chicago Sky
  - Candace Parker, Los Angeles Sparks
  - Tamika Catchings, Indiana Fever
  - Brittney Griner, Phoenix Mercury
- WNBA All-Defensive First Team:
  - Briann January, Indiana Fever
  - Angel McCoughtry, Atlanta Dream
  - Nneka Ogwumike, Los Angeles Sparks
  - Tamika Catchings, Indiana Fever
  - Brittney Griner, Phoenix Mercury
- WNBA All-Defensive Second Team:
  - Tanisha Wright, New York Liberty
  - DeWanna Bonner, Phoenix Mercury
  - Sancho Lyttle, Atlanta Dream
  - Tina Charles, New York Liberty
  - Kiah Stokes, New York Liberty
- WNBA All-Rookie First Team:
  - Jewell Loyd, Seattle Storm
  - Ana Dabović, Los Angeles Sparks
  - Brittany Boyd, New York Liberty
  - Ramu Tokashiki, Seattle Storm
  - Natalie Achonwa, Indiana Fever
  - Kiah Stokes, New York Liberty